# 장원리 (영화 감독)

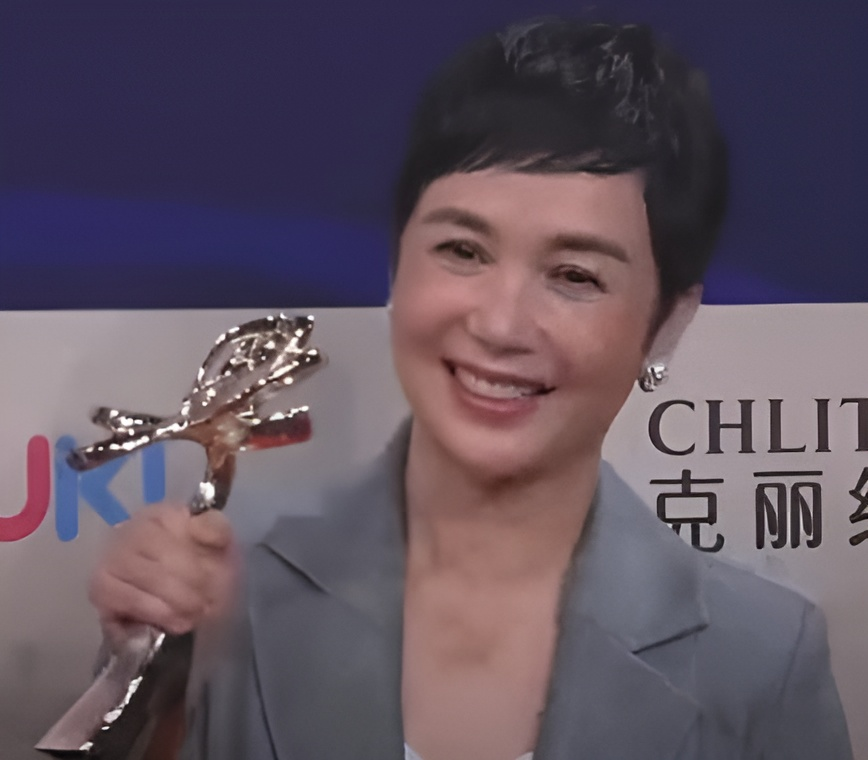

장원리(중국어: 蒋雯丽, 병음: Jiǎng Wénlì, 한자음: 장문려, 1969년 6월 20일 ~ )는 중국의 영화 감독이다.

## 방송
- 묵해자
- 애정최미려
- 낭요가인
- 노대적행복
- 금혼